# 王子庙 (西乌珠穆沁旗)
王子庙，位于内蒙古自治区锡林郭勒盟西乌珠穆沁旗，是一座藏传佛教格鲁派寺院。

## 简介
王子庙是今西乌珠穆沁旗历史上的知名寺庙之一。
1913年4月、5月间，在游格吉庙（今蒙古国额尔德尼察干附近）、达里冈厓（今蒙古国达里甘嘎地区）的大蒙古国军队数千人，经贝子庙（今内蒙古锡林浩特市）等地南下，进至大王庙（今内蒙古克什克腾旗以西六十公里）、什巴尔台、米思庙（两地位于内蒙古林西县以北约五、六十公里）、浩勒图庙（今内蒙古西乌珠穆沁旗以南三十公里）、黄瓜梁（今内蒙古克什克腾旗以北三十公里）等地。中华民国政府军迎战，但接连失利，林西、经棚、多伦前线紧张。中华民国北京政府从各地先后调来大批援军。1913年5月上旬，于有富混成旅、陈文运骑兵旅自张家口驰援多伦。察哈尔副都统兼多伦镇守使傅良佐派陈文运旅骑二团留守多伦，骑一团往援经棚，于有富旅驻大王庙。这时，热河剿匪总司令、毅军统领米振标率所部1400多人及热河北路巡防马队两营、步兵一团，也抵达林西附近的刘家营子、什巴尔台地区。战斗随即展开。
1913年6月初，米振标、傅良佐商定反击计划：米振标自什巴尔台进攻他他庙、乌泊罗河（两地均位于什巴尔台以西），为防敌人向南窜进，令淮军统领乔建才率骑兵500人自经棚向北进行堵截，傅良佐率部专门进攻黄瓜梁。
1913年6月14日，傅良佐率骑兵一团攻占黄瓜梁，很快又退防经棚。同时，米振标和热河北路巡防队统领张玉春、第一团团长奎文率马步炮兵3000多人，于6月26日攻占他他庙，随后继续进攻喇嘛罕庙、浩勒图庙地区。喇嘛罕庙有大蒙古国军队1500人防守，分为正面、左翼、右翼三股。6月27日，米振标留下步兵一营负责保护辎重，亲自率领步兵、马兵、炮兵猛烈进攻正面的敌人，很快攻占山头，乃炮轰敌人左翼，同时又派骑兵一队自右翼迂回到敌后。经过9个小时战斗，占领十多处山头。大蒙古国军队退向王子庙。
6月28日，米振标部攻克王子庙，击溃大蒙古国军队2000多人。王子庙无险可守，故米振标部于6月30日撤回米思庙。7月2日拂晓，大蒙古国军队4000多人分三路突袭米振标部，占领了全部险要地方。米振标随即指挥反击。大蒙古国军队当天向东北方向的浩勒图庙败退。此后，米振标回防什巴尔台。乔建才也率部返回经棚。